# Menace sur la Maison Blanche
Pour plus de détails, voir Fiche technique et Distribution.
Menace sur la Maison Blanche (De premier) est un thriller belge coécrit et réalisé par Erik Van Looy, sorti en 2016.

## Synopsis
À Bruxelles, à l'occasion d'un sommet des Nations unies, le premier ministre belge s'apprête à rencontrer la présidente des États-Unis. Sur le chemin, accompagné de son assistante, son chauffeur est abattu et des hommes lui ordonnent de tuer la présidente. Sinon, sa femme et sa fille, toutes les deux kidnappées, seront tuées.

## Fiche technique
- Titre original : (De premier)
- Titre français : Menace sur la Maison Blanche
- Réalisation : Erik Van Looy
- Scénario : Carl Joos et Erik Van Looy
- Montage : Philippe Ravoet
- Musique : Merlijn Snitker
- Production : Hilde De Laere et Rachel van Bommel
- Pays d’origine :  Belgique
- Langue originale : néerlandais
- Durée : 115 minutes
- Format : Couleur
- Genre : Thriller
- Dates de sortie : 
  -  Belgique : 26 octobre 2016
  -  France : 18 mars 2017 (VOD)

## Distribution
- Koen De Bouw : le Premier Ministre
- Charlotte Vandermeersch : Eva
- Saskia Reeves : la Présidente
- Adam Godley : le chef de sécurité
- Wim Willaert : Luc
- Nathan Wiley : l'agent secret
- Dirk Roofthooft : le chef